# Риядус-Салихин
Риядус-Салихин (رياض الصالحين; в переводе с араб. — «Сады праведников») — диверсионно-террористическая группа, сформированная в 2001 году Шамилем Басаевым и возглавлявшаяся им до 2006 года.
По данным ФСБ, входит в состав террористической организации «Высший военный маджлисуль шура объединённых сил моджахедов Кавказа» и включает в себя контрразведку, разведку, информационное, хозяйственное подразделения и ряд других структур.
«Риядус-Салихин» включена в списки террористических организаций России, США и ООН.

## Тактика
Методы действий — использование смертников для осуществления взрывов самодельных бомб, начинённых дополнительными поражающими элементами, в местах сосредоточения и дислокации российских военных и проведения массовых мероприятий, взрывы пассажирских самолётов и массовые захваты заложников. Об ответственности «Риядус-Салихин» за теракты обычно заявлял сам Шамиль Басаев.
Некоторые наблюдатели полагают, что на практике отдельного формирования с таким названием не существовало, а террористические акты, за которые Басаев брал ответственность от имени руководителя «Риядус-Салихин», на самом деле совершались разными группами террористов. Басаев использовал указание на «Риядус-Салихин» для повышения силы информационного воздействия от терактов, совершаемых теми или иным группами. Это предположение косвенно подтверждает то, что многие взрывы, за которые Басаев брал ответственность от имени «Риядус-Салихин», оказались совершены совсем другими автономными террористическими группами.

## Структура
В структуре «Риядус-Салихин» четыре линии: военная, оперативно-боевая, политическая и духовная. Басаев совмещал функции политического и военного главы. Политическую линию возглавляет Меджлис аль Шура как Меджлис эмиров джамаатов, военного командования и духовных лиц. Меджлис аль Шура выбирает Исполнительную Шуру во главе с Верховным эмиром на неопределенный срок. Исполнительная Шура образует комитеты для работы. Комитеты следующие: политический, социальный, информационный, шариатский и боевой.
Военная линия включает верховного военного амира и Военную Шуру из командующих батальонами. Батальон является основным военным подразделением. Его численность колеблется от двадцати до пятидесяти человек. В его состав входят отделения как боевые группы. Батальон называется «разведывательно-диверсионный батальон чеченских шахидов» соответствующей оперативной зоны.
Оперативно-боевая линия включает в себя заместителя верховного военного эмира по боевым операциям. Данный амир возглавляет Шариатскую службу безопасности. Ключевым органом является Штаб планирования и остальные отделы. Следующий уровень — оперативное направление с секторами — возглавляет амир. Так, в дагестанское оперативное направление входят ауховский сектор, аварский сектор, лезгинский сектор, даргинский сектор и центральный сектор (Махачкала).
Духовная линия включает суд и духовное руководство. Духовную линию возглавляет Шариатский комитет Исполнительной шуры. Шура улемов санкционирует теракты. В каждом джамаате есть выборный улем. «Суд» — понятие в данном случае условное. В организации есть Шариатский суд во главе с Шариатским амиром. В каждом джамаате есть кади, иногда он совмещает эту должность с улемом.
Группа Мовсара Бараева в Москве — это Аргунский джамаат Чечни, Третий батальон шахидов и Аргунский сектор Чеченского оперативного направления. Группа Руслана Хучбарова в Беслане — Ингушский джамаат, Второй батальон шахидов, Ингушский сектор Центрального оперативного направления.

## Акции, приписываемые организации
- 23—26 октября 2002 — захват заложников в Театральном центре на Дубровке, Москва[2].
- 27 декабря 2002 — взрыв у Дома Правительства Чечни в Грозном[10].
- 5 июля 2003 — взрывы на рок-фестивале «Крылья» в Тушине (Москва)[11].
- 1 августа 2003 — подрыв военного госпиталя в Моздоке[12]. В результате теракта погибло 52 человека, 82 было ранено[13].
- 15 сентября 2003 — взрыв у здания Управления ФСБ в Магасе (Ингушетия). Погибли 3 человека, 32 получили ранения[14].
- 5 декабря 2003 — взрыв электрички в Ессентуках. Погибло 47 человек. В этом теракте участвовали три женщины и один мужчина[15].
- 9 декабря 2003 — самоподрыв террористки-смертницы возле гостиницы «Националь» (Москва, улица Моховая; недалеко от Государственной Думы РФ). В результате взрыва 6 человек погибли, ещё 13 получили ранения[16].
- 6 апреля 2004 — покушение на президента Ингушетии Мурата Зязикова[17].
- 24 августа 2004 — взрывы самолётов Ту-154 и Ту-134[18].
- 31 августа 2004 — взрыв около входа на станцию метро «Рижская» в Москве[18].
- 1—3 сентября 2004 — захват заложников в средней школе № 1 г. Беслана[18]. Погибло 333 человека (из них 186 — дети до 17 лет), ранено свыше 700 (из них больше половины — дети[19])[20].
- 13 августа 2007 — подрыв поезда «Невский экспресс»[21].
- 6 ноября 2008 — подрыв террористкой-смертницей маршрутного такси во Владикавказе[22].
- 22 июня 2009 — покушение на президента Ингушетии Юнус-Бека Евкурова[23].
- 29 марта 2010 — самоподрывы террористок-смертниц на станциях «Лубянка» и «Парк Культуры» в московском метро[24].
- 9 сентября 2010 — взрыв на Центральном рынке Владикавказа[25].
- 24 января 2011 — взрыв в аэропорту Домодедово[26].
- 10 июня 2011 — убийство Юрия Буданова[27].